# Церква Вознесіння Господнього (Львів, Левандівка)
Церква Вознесіння Господнього — греко-католицька церква у Львові на Левандівці.
Церква святих Андрія і Йосафата, яка на Левандівці була єдиною на початку 1990-х років, не вміщала всіх вірян, тому було вирішено збудувати новий храм. Посвячення каменя та місця під побудову нового храму відбулося 7 червня 1992 року, яке здійснив митрополит Володимир (Стернюк) і владика Филимон Курчаба у співслужінні багатьох священиків.
До зведення будівлі долучали свої молитви та пожертви численні вірні, парохіяни, жертводавці, а також різні організації. Щира молитва та жертва людського серця, би підносилась до Божого трону і, перетворюючись на море ласк і благословення, поверталась у душі парохіян. Поступове творилася громада, яка під проводом отця пароха зростала у дружбі, жертовності та взаєморозумінні, вкладаючи цеглина по цеглині у рукотворний спільний храм для своїх духовних потреб, для дітей, внуків, правнуків… на далеке майбутнє.

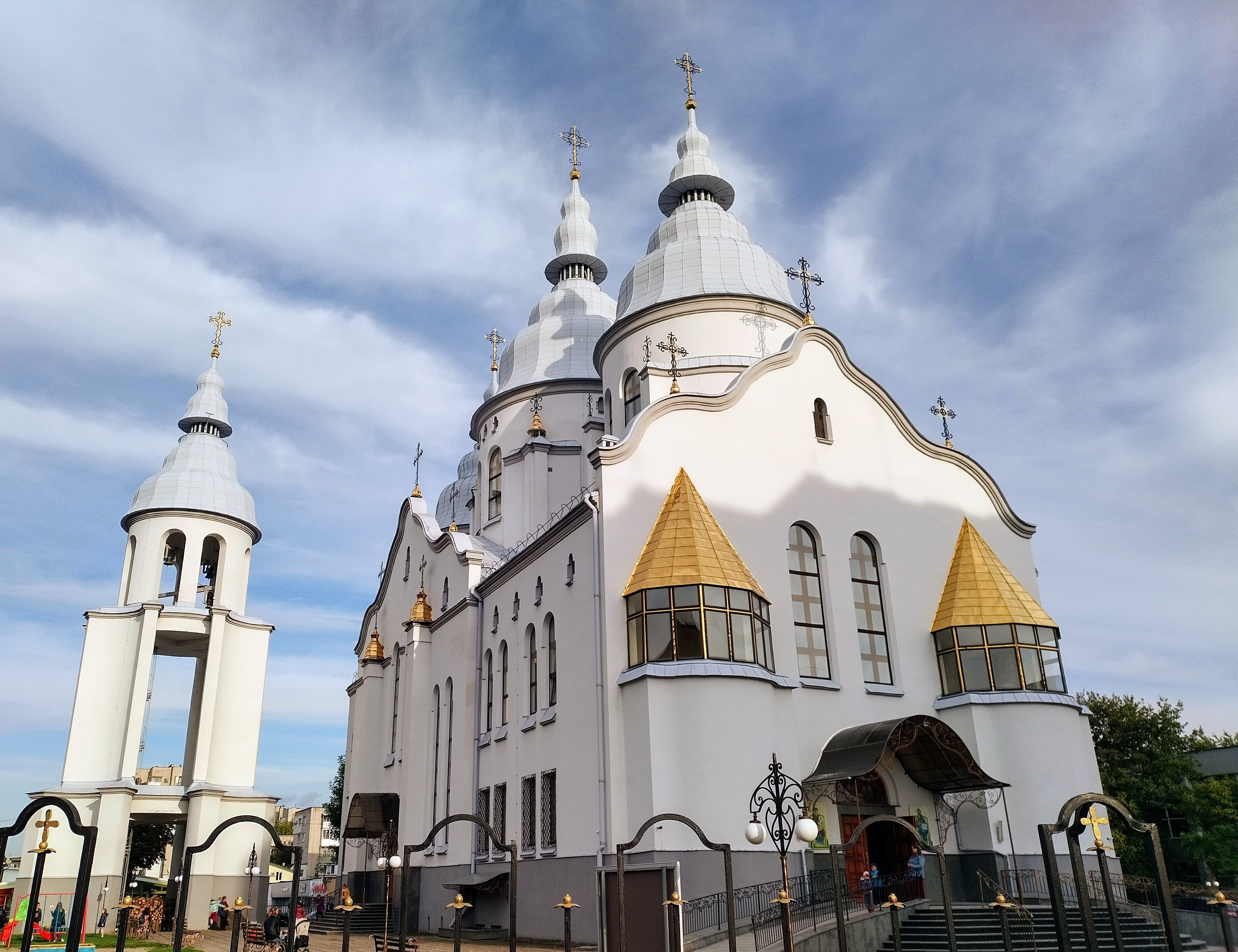
Церква Вознесіння Господнього (вересень 2022 року)

У просторому храмі з балконами може водночас молитися декілька тисяч осіб. У підвальному приміщенні — затишний сучасний лекційний зал, майстерні, трапезна тощо. На третьому поверсі — кабінети Школи сім'ї, молодіжної організації «Посвіт». На четвертому — катехитична школа.
У 2002 році в новій церкві відбулася перша літургія.
21 липня 2016 року, на 72-му році життя після важкої хвороби помер парох храму митрофорний протоієрей Олексій Васьків.
Станом на 2018 рік у церкві служать п'ять священиків: о. Ярослав Гевак (адміністратор парохії), о. Олександр Павлишин, о. Федір Дубей, о. Михайло Яцишин, о. Роман Моравський. При храмі діють Марійська дружина, товариство «Посвіт», вівтарна дружина, «Матері в молитві», біблійний гурток, катехитична школа, школа сім'ї, Братство святого Йосипа, Дитячий центр «Крок вперед», спільнота «Горицвіт», молодіжний та дорослий хори.